# تلنگ (قصرقند)
تلنگ، روستایی در دهستان تلنگ بخش تلنگ شهرستان قصرقند در استان سیستان و بلوچستان ایران است. این روستا، مرکز بخش تلنگ است.

## جمعیت
بر پایه سرشماری عمومی نفوس و مسکن در سال ۱۳۹۵، جمعیت این روستا برابر با ۵۴۷ نفر (۱۳۸ خانوار) بوده‌است.